# 파트너 (1998년 드라마)
파트너는 SBS 일요드라마이며 "현실과 맞지 않는 부분을 찾을 수 없는 사실주의적인 드라마"를 표방했으나 누가 돈을 대주긴 하겠지만 1년에 천만원을 채 못버는 것으로 묘사되는 여자 주인공이 비교적 풍족하게 살고, 경력으로 봐서 그보다 별 나을 것 없어보이는 헤드헌터 남자주인공은 중형승용차를 몰고 다녔다는 혹평을 받았다.
한편, 해당 드라마 종영 후 주말 오후 10시 50분 편성된 <주병진 데이트라인>이 1998년 12월 5일부터 토요일 10시 50분, 일요일 오후 9시 50분으로 변경됐으나 다음 해인 1999년 1월 23일부터 일요일 10시 50분으로 축소됐다.

## 제작진
- 극본 : 박범수
- 연출 : 최문석

## 출연진
- 심혜진
- 윤손하
- 이혜영
- 정찬
- 조민기
- 최준용

## 결방
- 1998년 8월 9일 - 뉴스 특보 편성
- 1998년 11월 15일 - 창사 8주년 특선영화 《페어 게임》편성으로 결방[3]